# Бандар-Сери-Бегаван
Ба́ндар-Сери́-Бега́ван (малайск. Bandar Seri Begawan / بندر سري بڬاوان) — столица и крупнейший город султаната Бруней. Административный центр округа Бруней-Муара.

## География
Бандар-Сери-Бегаван находится на севере острова Калимантан Малайского архипелага. Расположен на левом берегу реки Бруней, которая протекает вдоль южной окраины города и является судоходной. Северная часть города омывается водами Южно-Китайского моря.
Климат
Климат в городе экваториальный, влажный, осадки выпадают в течение всего года, всего около 3000 мм в год. Среднемесячная температура — +26…+28 °С.
| Показатель                                      | Янв. | Фев. | Март | Апр. | Май  | Июнь | Июль | Авг. | Сен. | Окт. | Нояб. | Дек. | Год  |
| ----------------------------------------------- | ---- | ---- | ---- | ---- | ---- | ---- | ---- | ---- | ---- | ---- | ----- | ---- | ---- |
| Абсолютный максимум, °C                         | 33,9 | 35,3 | 38,3 | 37,6 | 36,4 | 35,5 | 35,7 | 36,6 | 35,5 | 34,7 | 34,5  | 36,2 | 38,3 |
| Средний суточный максимум, °C                   | 30,0 | 30,0 | 30,8 | 31,4 | 31,5 | 31,5 | 31,1 | 31,0 | 31,0 | 30,8 | 30,6  | 30,5 | 30,8 |
| Средняя температура, °C                         | 27,0 | 27,1 | 27,6 | 28,0 | 28,1 | 28,1 | 27,7 | 27,6 | 27,6 | 27,5 | 27,4  | 27,4 | 27,6 |
| Средний суточный минимум, °C                    | 24,1 | 24,2 | 24,4 | 24,7 | 24,8 | 24,7 | 24,3 | 24,3 | 24,3 | 24,2 | 24,3  | 24,4 | 24,4 |
| Абсолютный минимум, °C                          | 18,4 | 18,9 | 19,4 | 20,5 | 20,3 | 19,2 | 19,1 | 19,4 | 19,6 | 20,5 | 18,8  | 19,5 | 18,4 |
| Норма осадков, мм                               | 316  | 172  | 162  | 208  | 254  | 215  | 237  | 222  | 304  | 329  | 371   | 357  | 3147 |
| Источник: Climate-Data.org: Bandar Seri Begawan |      |      |      |      |      |      |      |      |      |      |       |      |      |

Территориально входит в провинцию Бруней-Муара и занимают полностью или частично несколько его районов

## История и этимология
Поселения на побережье реки Бруней прослеживаются вплоть до VII века. До 1970 года город носил название «Бруней».
За свою историю расположение города менялось три раза: первые поселения находились в мукиме Кота-Бату, затем — в Кампонг-Айер, прежде чем расположиться в пределах современного города.
В 1920 году поселение получило официальный статус города и центра британских владений и стал называться Бандар-Бруней. Слово «бандар» в малайском языке означает «город» и происходит из персидского языка, где означало «порт».
В 1967 году султан Омар Али Сайфуддин отрёкся от престола в пользу старшего сына, после чего получил титул «Сери Бегаван», что означает «благословенный» (малайск. Seri происходит от санскр. श्री, IAST: Sri «свет, сияние, блеск, великолепие», а Begavan — от санскр. भगवान्, IAST: bhagavān «бог»). 5 октября 1970 года город был переименован в честь Омара Али Сайфуддина в Бандар-Сери-Бегаван. Сери Бегаван — титул султана и означает «благословенный».
В современной истории размеры города увеличивались шесть раз: в 1931, 1936, 1940, 1949, 1956 годах. 1 августа 2007 года султан Брунея одобрил расширение территории с 12,87 до 100,36 км².

## Транспорт
Столица Брунея соединяется с западной частью страны автомобильными дорогами. Восточная часть страны отделена заливом, попасть в неё можно либо морским путём, либо через территорию Малайзии.
Международный аэропорт Брунея находится в 11 км от центра города. Он обслуживает всю страну.
Водный транспорт представлен катерами-такси (местное название — пенамбанг), которые курсируют по реке от центра города до Кампонг-Айер. Также катера связывают столицу с городами Бангар и Лимбанг.

## Достопримечательности
В городе немало исторических и культурных достопримечательностей, включая мечеть Омара Али Сайфуддина, королевские мавзолеи, дворцы и множество музеев, в том числе национальный Музей Брунея.
В черту города входят деревни на сваях Кампонг-Айер, протянувшаяся более чем на 8 км вдоль реки. В деревне живут ремесленники, искусство которых представлено в местной галерее.
Среди городских парков интересен в первую очередь Персиаран-Дамуан, в котором представлены скульптуры, созданные представителями стран, входящих в АСЕАН. Здесь же можно встретить носачей — обезьян, обитающих только на Калимантане.

## Города-побратимы
- Нанкин, Китай
- Сеул, Южная Корея
- Пхеньян, КНДР
- Гавана, Куба
- Сантьяго-де-Куба, Куба

## Известные уроженцы и жители
- Пенгиран Анак Сара (род. 1987 г.).

## Галерея
- Мечеть Султана Омара Али Сафуддина
- Национальный королевский музей
- Парламент Брунея
- Городская библиотека